# Nguyễn Phúc Miên Ôn
Nguyễn Phúc Miên Ôn (còn có âm đọc là Ổn) (chữ Hán: 阮福綿㝧; 15 tháng 3 năm 1833 – 1 tháng 2 năm 1895), tước phong Nam Sách Quận công (南策郡公), là một hoàng tử con vua Minh Mạng nhà Nguyễn trong lịch sử Việt Nam.

## Tiểu sử
Hoàng tử Miên Ôn sinh ngày 24 tháng 1 (âm lịch) năm Quý Tỵ (1833), là con trai thứ 61 của vua Minh Mạng, mẹ là Thất giai Quý nhân Nguyễn Thị Hạnh. Ông là em cùng mẹ với Triêm Đức Công chúa Trang Nhàn và Trấn Định Quận công Miên Miêu. Khi còn là hoàng tử, ông là người có học hạnh.
Năm Tự Đức thứ 3 (1850), hoàng thân Miên Ôn được sách phong làm Nam Sách Quận công (南策郡公).
Năm Thành Thái thứ 7, Ất Mùi (1895), ngày 7 tháng 1 (âm lịch), quận công Miên Ôn mất, thọ 63 tuổi, được ban thụy là Cung Lượng (恭亮). Tẩm mộ của ông được táng trên một ngọn đồi ở thôn Kim Long (nay là thôn Châu Chữ, xã Thủy Bằng, thị xã Hương Thủy, tỉnh Thừa Thiên Huế). Về phía tây bắc, bên dưới đồi là mộ của bà Quý nhân Nguyễn Hữu thị, mẹ ông. Phủ thờ của quận công Miên Ôn được dựng ở Trường Súng (nay thuộc phường Phường Đúc).
Quận công Miên Ôn có tám con trai và bốn con gái. Ông được ban cho bộ chữ Giác (角) để đặt tên cho các con cháu trong phòng. Chánh thất của ông có húy là Bùi Thị Thu, mộ táng gần bà Quý nhân Nguyễn Hữu thị.